# Comté de Cheyenne (Colorado)
Pour les articles homonymes, voir Comté de Cheyenne.
Le comté de Cheyenne est un comté des États-Unis, situé dans l'État du Colorado. Son siège est Cheyenne Wells. L'autre municipalité du comté est Kit Carson.

## Démographie
| 1890 | 1900 | 1910  | 1920  | 1930  | 1940  |
| ---- | ---- | ----- | ----- | ----- | ----- |
| 534  | 501  | 3 687 | 3 746 | 3 723 | 2 964 |

| 1950  | 1960  | 1970  | 1980  | 1990  | 2000  |
| ----- | ----- | ----- | ----- | ----- | ----- |
| 3 453 | 2 789 | 2 396 | 2 153 | 2 397 | 2 231 |

| 2010  | - | - | - | - | - |
| ----- | - | - | - | - | - |
| 1 836 | - | - | - | - | - |